# Ust-Koksa
Ust-Koksa (russisch Усть-Ко́кса, südaltaisch Кӧк-Суу Kök-Suu) ist ein größeres Dorf (selo) in der autonomen Republik Altai (Russland) mit 4373 Einwohnern (Stand 14. Oktober 2010).

## Geographie
Der Ort liegt auf knapp 1000 m Höhe über dem Meeresspiegel im russischen Teil des Altaigebirges. Er erstreckt sich am linken Ufer des Flusses Koksa, nach dem der Ort benannt wurde (ustje russisch für „Mündung“, Koksa russifiziert von südaltaisch Kök suu für „Blauer Fluss“) bis zu seiner Mündung in den linken Ob-Quellfluss Katun. Dessen Tal weitet sich bei Ust-Koksa zur Uimon-Steppe, einer über gut 30 Kilometer flussabwärts in östlicher Richtung reichenden Hochebene. Unmittelbar nördlich des Ortes erhebt sich ein Ausläufer des Terekta-Kammes des Altai bis auf etwa 2400 m Höhe.
Ust-Koksa liegt knapp 200 Kilometer Luftlinie südlich der Republikhauptstadt Gorno-Altaisk. Das Dorf ist Verwaltungszentrum des Rajons Ust-Koksa. Zu dem sowohl nach Fläche (12.910 km²), wie auch nach Einwohnerzahl (17.524; Berechnung 2008) drittgrößten Rajon der Republik gehören insgesamt 42 Ortschaften, die zu 9 Ländlichen Siedlungen zusammengefasst sind. Zur Ländlichen Siedlung Ust-Koksa gehören die kleinen Ortschaften Baschtala, Kastachta und Kurunda am nordwestlichen Rand der Uimon-Steppe sowie Wlassjewo, Sini Jar, Tjugurjuk und Krasnojarka, die sich über etwa 25 km entlang des Unterlaufes der Koksa verteilen.
Die Bevölkerung besteht vorwiegend aus Russen und Altaiern.

## Geschichte
Ust-Koksa wurde 1807 von altgläubigen Umsiedlern gegründet, die sich aus dem Kusnezker Gebiet vor der Verfolgung durch die orthodoxe Staatskirche weiter ins Gebirge zurückzogen.

### Bevölkerungsentwicklung
| Jahr | Einwohner |
| ---- | --------- |
| 1939 | 1642      |
| 1959 | 1995      |
| 1970 | 2286      |
| 1979 | 2913      |
| 1989 | 3526      |
| 2002 | 3986      |
| 2010 | 4373      |

Anmerkung: Volkszählungsdaten

## Kultur und Sehenswürdigkeiten
Ust-Koksa ist touristisches Zentrum für den Besuch des höchsten Teils des Altais, des Katun-Kammes mit der 4506 m hohen Belucha, die in diesem Gebiet gelegenen Naturreservate sowie Rafting- und Kanutouren auf dem Katun.

## Infrastruktur
Der Ort liegt an der nur auf kürzeren Abschnitten asphaltierten Regionalstraße R373, die von Tuekta an der Fernstraße M52 („Tschujatrakt“) über Ust-Kan kommend weiter bis in das Dorf Tjungur führt. Da die seit Jahrzehnten geplante Weiterführung der Straße von Tjungur entlang dem linken Katun-Ufer bis in das etwa 70 km entfernte, ebenfalls an der M52 gelegene Inja bisher unterblieb, muss der Straßenverkehr, darunter Linienbusse, den Umweg über Ust-Kan sowie den Jabogan-Pass (1492 m) und den Kyrlyk-Pass (1471 m) nehmen. Dadurch erhöht sich die Fahrstrecke bis in die Republikhauptstadt Gorno-Altaisk auf fast 400 Kilometer, das Doppelte der direkten Entfernung.
In Ust-Koksa zweigt eine kurze Straße von der R373 ab, welche die flussaufwärts am linken Katun-Ufer gelegenen Ortschaften Berjosowka, Ognjowka, Kaitanak und Maralowodka erschließt.
Ein kleiner Flughafen (ICAO-Code UNBU) gut fünf Kilometer östlich des Ortes, von dem Verbindung nach Gorno-Altaisk und Barnaul bestand, wird seit 1995 nicht mehr planmäßig angeflogen. Eine Rekonstruktion und Wiederaufnahme des Betriebes ist im Gespräch.
In Ust-Koksa gibt es drei Schulen, ein Krankenhaus, eine Poliklinik, ein Kulturzentrum und zwei Hotels.

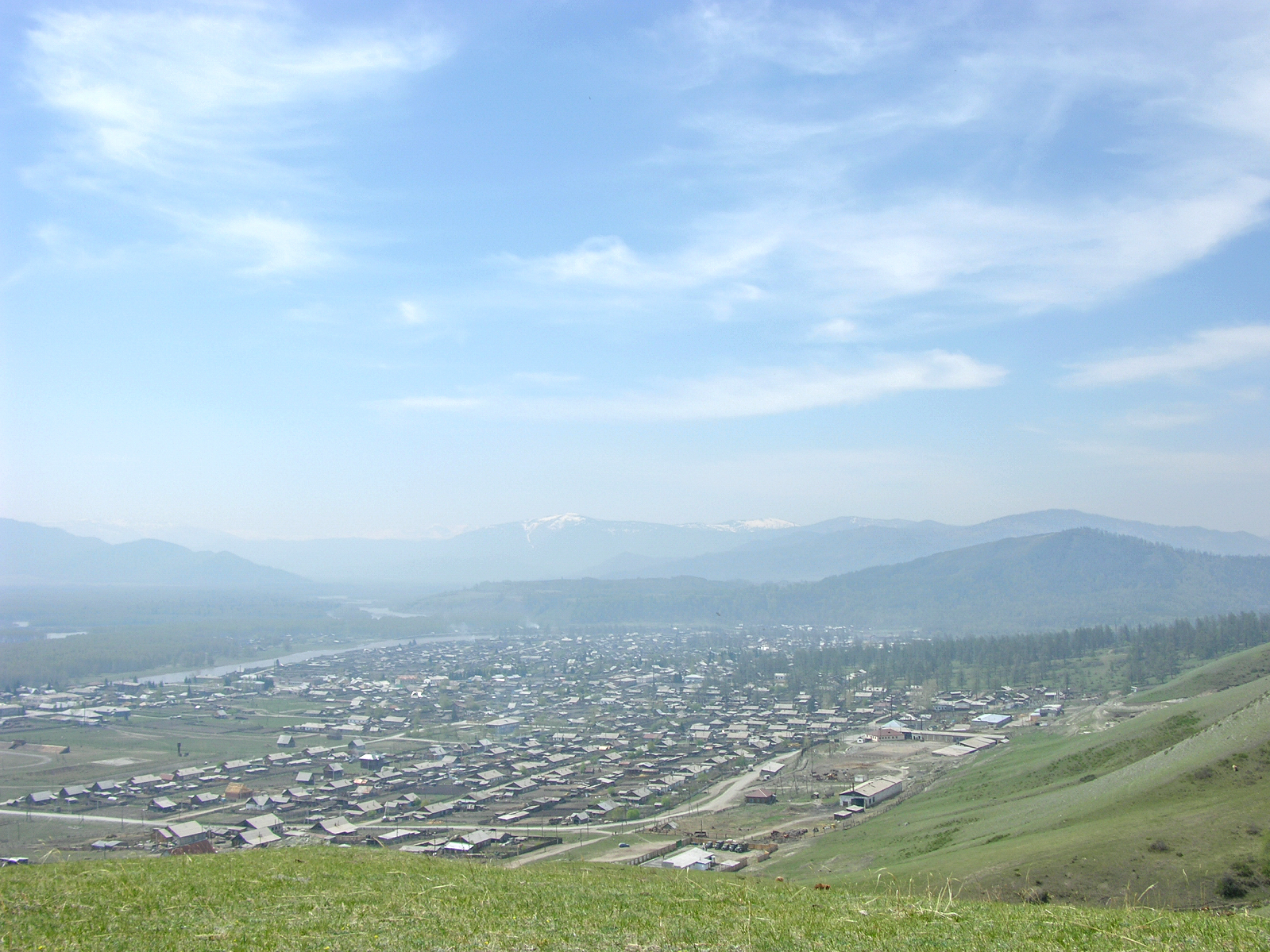
Ust-Koksa